# نگاه (فیلم ۱۹۸۷)
نگاه (به هندی: Nazrana) یا بصیرت فیلمی محصول سال ۱۹۸۷ و به کارگردانی راوی تاندون است. در این فیلم بازیگرانی همچون راجش خانا، سری دوی، اسمیتا پاتیل، دالیپ تاهیل، افتخار وپریتی سپرو ایفای نقش کرده‌اند.